# Henley-in-Arden
Henley-in-Arden è un paese di 2 011 abitanti della contea del Warwickshire, in Inghilterra.